# Parafia św. Jana Chrzciciela i św. Stanisława Kostki w Mniszku
Parafia św. Jana Chrzciciela i św. Stanisława Kostki w Mniszku – jedna z 10 parafii rzymskokatolickich dekanatu przysuskiego diecezji radomskiej. 

## Historia
W Ciepłej (dziś na terenie parafii Wysoka) powstał ośrodek kościelny, prepozytura benedyktynów świętokrzyskich w drugiej połowie XII lub na początku XIII w. Ośrodek był prawdopodobnie fundacji książęcej Bolesława Wstydliwego. Po 1374 a przed rokiem 1408 translokowany został do Mniszka, który do połowy XV w. był własnością benedyktynów, a potem do 1819 cystersów z Wąchocka. Parafia powstała tu przed 1462. Kościół drewniany spłonął w 1630, nowy drewniany zbudowany został w tymże roku przez ks. Andrzeja Gładysza przeora z Wąchocka. Rozebrano go w 1861. Obok niego zbudowana została w 1667 murowana kaplica pw. św. Józefa z fundacji Józefa Jana Odrowąż Kietlińskiego właściciela Korycisk. Obecny kościół pw. św. Jana Chrzciciela i św. Stanisława Kostki, według projektu Antoniego Rucińskiego z Radomia, zbudowany był w latach 1862–1865 staraniem ks. Jakuba Stępniewskiego. Konsekrował kościół w 1868 bp. Józef Michał Juszyński. Kościół jest jednonawowy.

## Proboszczowie
- 1945 - 1967 - ks. Józef Dziubek
- 1967 - 1978 - ks. Franciszek Gronkowski
- 1978 - 1996 - ks. kan. Henryk Pachucy
- 1996 - 1997 - ks. kan. Marian Tomasik
- 1997 - 2010 - ks. kan. Stanisław Pałkiewicz
- 2010 -2023 - ks. kan. Adam Kuc
- 2023- nadal - ks Gustaw Kaczkowski

## Terytorium
- Do parafii należą: Chałupki Łaziskie, Chronów-Kolonia, Kolonia Górna, Chronów Wieś, Głogów, Kaleń, Konary, Koryciska, Łaziska, Mniszek, Rogowa, Wawrzyszów, Kolonia Wawrzyszów, Wymysłów, Zadąbrów[1].